# Христо Бозуков
Христо Георгиев Бозуков е български политик и учен – професор по растителна защита и доктор по фитопатология в областта на селското стопанство и растениевъдството.  Три пъти министър на земеделието храните и горите в петото, шестото и седмото служебни правителства на България. От януари 2017 г. до 4 май 2017 г. е министър на земеделието и храните в служебното правителство на Огнян Герджиков. От 12 май до 13 декември 2021 г. е министър на земеделието, храните и горите в служебните правителства на Стефан Янев.

## Биография
Христо Бозуков е роден на 14 януари 1960 г.
Завършва висшето си образование през 1985 г. в Аграрния университет в Пловдив със специалност „Инженер-агроном по защита на растенията и почвата“ и специализация – „Растителнозащитни технологии при полските култури“.
От 1985 г. е стажант-агроном в Института по тютюна и тютюневите изделия – Пловдив, а от 1986 г. след спечелен конкурс е назначен за научен сътрудник III ст. по растителна защита. От 1989 г. е научен сътрудник II ст., а от 1993 г. – научен сътрудник I ст.
През 1999 г. защитава научна и образователна степен „доктор по фитопатология“, а от 2003 г. – му е присъдено от ВАК научно звание „Старши научен сътрудник втора степен“ (доцент) по научна специалност „Растителна защита“. От 19 ноември 2014 г. е назначен на академичната длъжност „професор“.
От 2002 г. насам е заемал длъжностите ръководител отдел „Агротехника и растителна защита“, главен секретар, председател на Научния съвет и директор в Институт по тютюна и тютюневите изделия, Пловдив.
Като убеждения в политиката Христо Бозуков е ляво ориентиран и симпатизира и подкрепя политиката на БСП. През 2013 тогавашният министър на земеделието и храните професор Димитър Греков (учен) от правителството на БСП начело с Пламен Орешарски го назначава за председател на Селскостопанската академия в София. През 2015 г. тогавашният министър на земеделието и храните Десислава Танева от правителството на ГЕРБ и Реформаторския блок начело с Бойко Борисов го уволнява от поста на председател на Селскостопанската академия.
В края на януари 2017 г. е назначен от президента на Република България генерал Румен Радев за служебен министър на земеделието и храните в служебното правителство на Огнян Герджиков.
Председател е на Управителния съвет на ФНТССЗ-Пловдив, член на УС на ФНТССЗ-София и член на Съюза на учените в България.
Професор Христо Бозуков е женен с едно дете.